# Zdravomarijo dodavanje
Zdravomarijo dodavanje (engl. Hail Mary pass) naziv je za vrlo dugo dodavanje prema naprijed u američkom nogometu, obično napravljeno u očaju, s iznimno malom šansom da se postigne završetak. Zbog poteškoća u ispunjavanju ovog dodavanja, poziva se na katoličku molitvu Zdravo Marijo.
Izraz seže barem do 1930-ih, kada su ga koristili Elmer Layden i Jim Crowley, dva bivša člana Notre Dame Fighting Irish. Više od 40 godina upotreba izraza bila je uglavnom ograničena na Notre Dame i druga katolička sveučilišta.
Izraz je postao široko rasprostranjen nakon utakmice doigravanja NFL lige između Dallas Cowboysa i Minnesota Vikingsa, 28. prosinca 1975., kada je bek Cowboysa Roger Staubach rekao o svom pobjedničkom touchdown dodavanju: „Zatvorio sam oči i rekao Zdravo Marijo”.